# Carillón de la Paz Nancy Brown Peace
El Carillón de la Paz Nancy Brown Peace es un carillón en Belle Isle de Detroit dedicado a la paz y lleva el nombre de Nancy Brown, el seudónimo de la columnista de The Detroit News, J. E. Leslie (nacida como Annie Louise Brown). Brown comenzó a escribir para el periódico en 1919, realizó su primer "Servicio del Amanecer" religioso (que atrajo a aproximadamente 50000 personas) en Belle Isle en 1934 y comenzó una campaña para recaudar fondos para construir un carillón de la paz en la isla en 1936. La propia Brown abrió el camino para el carillón el 30 de octubre de 1939 y su piedra angular se colocó el 13 de diciembre de ese año. Un patrocinador notable del proyecto fue John C. Lodge, ex alcalde de Detroit y miembro del Consejo Común de Detroit.

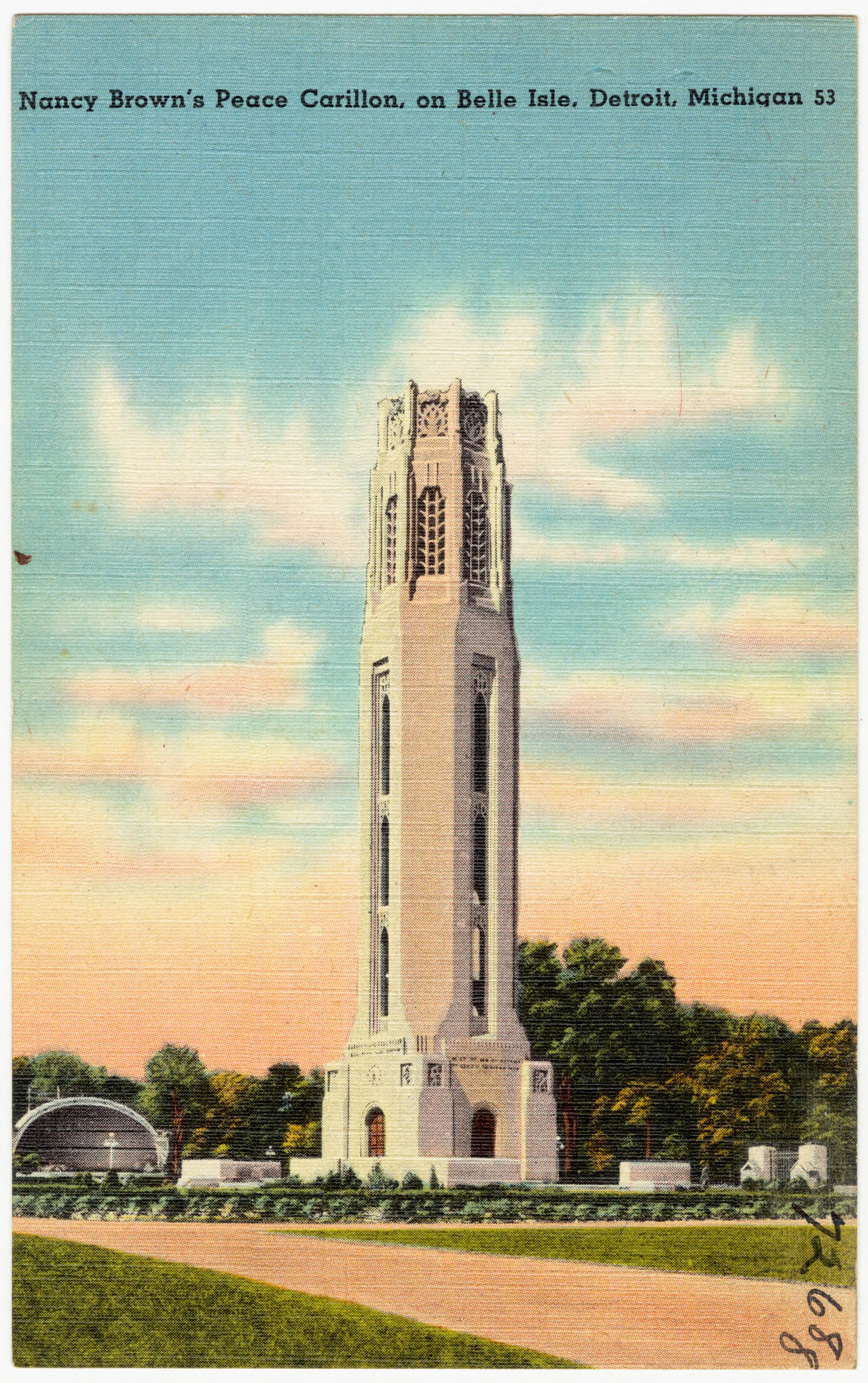
Nancy Brown Peace Carillon, postal alrededor de 1940-1945

El carillón de la paz de Nancy Brown tiene una sección transversal octogonal de 30 m de altura, y ubicado cerca del caparazón de la banda en Belle Isle. Diseñada por el estudio de arquitectura de Harley, Ellington y Day, la torre tiene un diseño neogótico ; según el American Institute of Architects, su apariencia es "a la vez majestuosa y alegremente sin pretensiones". El carillón se completó a un costo total de aproximadamente 60 000 dólares; el dinero fue recaudado en su totalidad por donaciones de los lectores de Brown's Detroit News y recaudadores de fondos relacionados, y la torre se completó sin gastos para la ciudad. Se dedicó durante el séptimo servicio anual del amanecer el 16 de junio de 1940, al que asistieron aproximadamente 50 000 personas. El primer concierto en el Nancy Brown Peace Carillon se llevó a cabo el Día de la Independencia, el 4 de julio de 1940, y contó con música patriótica estadounidense como "America the Beautiful", el "Himno de batalla de la República" y "The Star-Spangled Banner". El último centavo para cubrir el costo de construcción del carillón fue donado el 7 de diciembre de 1941, el día del ataque a Pearl Harbor. Brown continuó escribiendo su columna, titulada "Experiencia", hasta enero de 1942, y se retiró de The Detroit News al mes siguiente. Murió en Detroit el 7 de octubre de 1948, a la edad de 77 años, y fue enterrada en el cementerio Oakview en Royal Oak.
Originalmente, el carillón tenía la intención de incluir campanas, pero debido a su costo prohibitivo, en su lugar se construyó con un órgano y un amplificador. Para 1970, el carillón había dejado de tocar música debido a los daños causados por las palomas, mientras que algunas de sus vidrieras habían sido destruidas por vandalismo. Ese año, mientras Detroit enfrentaba un déficit de $ 22,5 millones, el entonces superintendente general del Departamento de Parques y Recreación de la ciudad, John May, observó que "no tenemos el dinero para repararlo". En 1974, el Departamento de Parques y Recreación expresó su esperanza de reemplazar el órgano y el amplificador con un sistema de 8 pistas que reproduciría grabaciones de campanas de carillón; al mismo tiempo, Friends of Belle Isle se esforzó por comprar e instalar campanas reales en el carillón, lo que habría costado aproximadamente $ 100,000. Finalmente, se instalaron nuevas campanas en el carillón en 2003.
Para 2012, el carillón de la paz de Nancy Brown se había automatizado y tocaba música todos los días. Sin embargo, en 2013, el escritor local John Gallagher señaló que el carillón había sufrido tanto negligencia como vandalismo durante un período prolongado de tiempo y que necesitaba mantenimiento. En conmemoración del 50 aniversario de los disturbios de Detroit de 1967, en septiembre de 2017 se llevó a cabo en el carillón un evento titulado "67 segundos de paz". Fue dirigido por el pastor de la Iglesia del Mesías, Barry Randolph, y también contó con una lectura del "Poema para Belle Isle" de la autora Marsha Music, así como una presentación del historiador Jamon Jordan.